# Rittergasse 3 (Weimar)

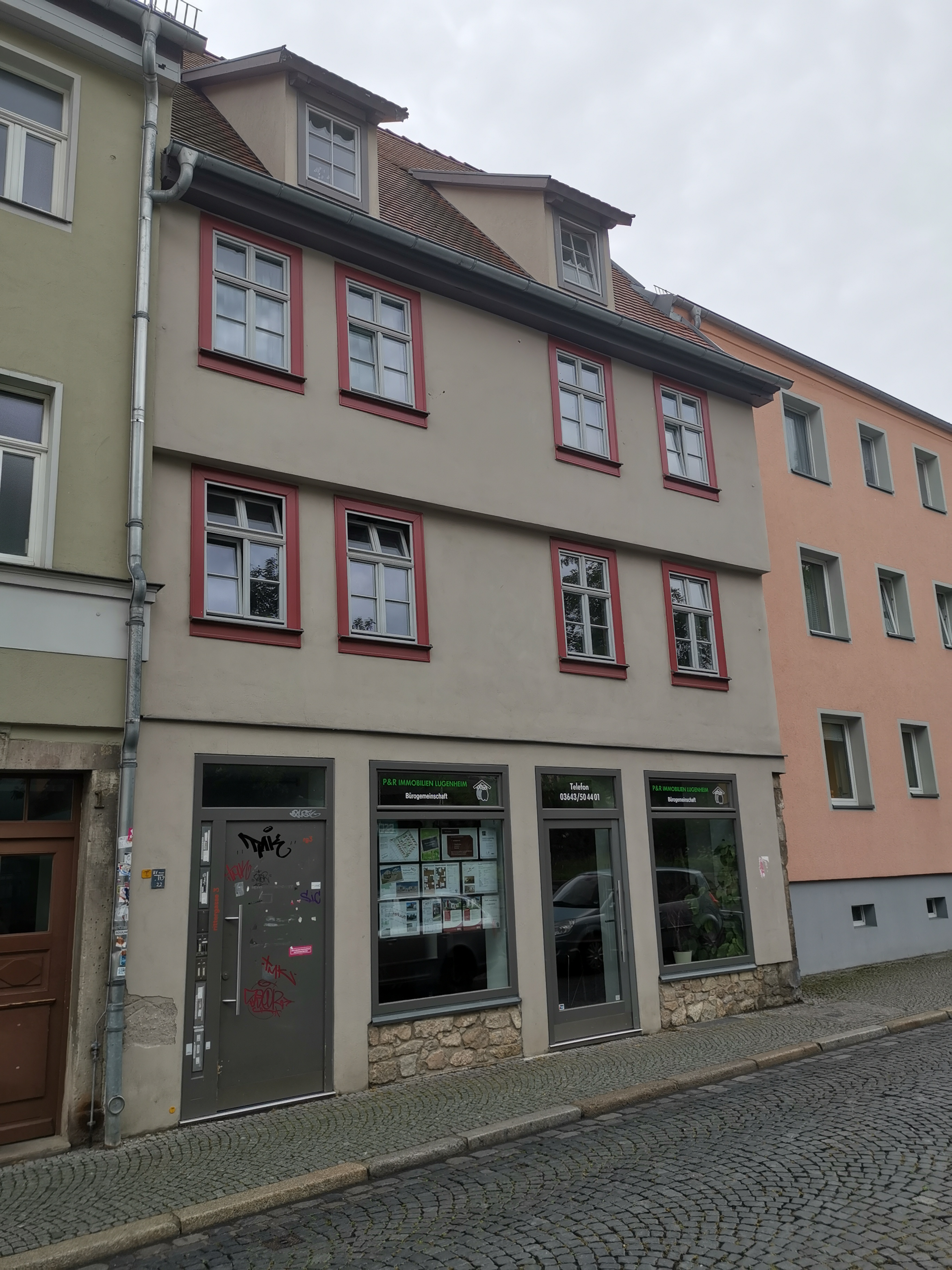
Rittergasse 3

Das Haus Rittergasse 3 in der Altstadt von Weimar ist ein denkmalgeschütztes Wohnhaus. 
Bei dem dreigeschossigen traufständigen Wohngebäude mit vier Achsen handelt es sich um ein Gebäude, das um 1510 entstand. Das wurde dendrochronologisch datiert. Es ist somit eines der ältesten Gebäude Weimars. Es gehörte bis 1837 zum Haus Rittergasse 1. Im Jahre 1877 erfolgte der Einbau eines Ladens, 1878 der Abriss der Hofgebäude. Einer historischen Aufnahme zufolge befand sich hier das Geschäft Textilwaren Franz Jacob.